# Grantia uchidai
Grantia uchidai är en svampdjursart som beskrevs av Hozawa och Tanita 1941. Grantia uchidai ingår i släktet Grantia och familjen Grantiidae.
Artens utbredningsområde är havet kring Japan. Inga underarter finns listade i Catalogue of Life.